# Stefaniola camphorasmae
Stefaniola camphorasmae är en tvåvingeart som beskrevs av Fedotova 1991. Stefaniola camphorasmae ingår i släktet Stefaniola och familjen gallmyggor.
Artens utbredningsområde är Kazakstan. Inga underarter finns listade i Catalogue of Life.